# 库尔巴特·阿法纳西耶维奇·伊万诺夫
库尔巴特·阿法纳西耶维奇·伊万诺夫（俄语：Курбат Афанасьевич Иванов，？—1666年），俄罗斯探险家、哥萨克、西伯利亚探险者。他是第一个发现贝加尔湖的俄罗斯人，并创作了第一张关于俄罗斯远东的地图。他也被认为是楚科奇半岛和白令海峡早期地图的创作者，这张地图是第一次展示了弗兰格尔岛、迪奥米德群岛和阿拉斯加。
库尔巴特·伊万诺夫出生在叶尼塞斯克，是一名哥萨克。1642年，他根据伊万·莫斯科维京的探查，绘制了俄罗斯远东的第一张地图。